# Aphaenogaster weigoldi
Aphaenogaster weigoldi är en myrart som beskrevs av Hugo Viehmeyer 1922. Aphaenogaster weigoldi ingår i släktet Aphaenogaster och familjen myror. Inga underarter finns listade i Catalogue of Life.